# Renaud Lavillenie
Renaud Lavillenie (Barbezieux-Saint-Hilaire, 18 settembre 1986) è un astista francese, campione olimpico a Londra 2012 ed ex detentore del record mondiale di specialità con la misura di 6,16 m.

## Biografia
Figlio di Gilles Lavillenie, si è avvicinato al salto con l'asta all'età di sette anni nel Cognac Athlétique Club sotto la guida del padre. Suo fratello minore Valentin, classe 1991, è anche lui saltatore con l'asta.
Il 21 giugno del 2009, in occasione degli Europei a squadre di Leiria, è stato il primo astista francese in assoluto a valicare l'asticella oltre i 6 metri in una gara outdoor. Ai Mondiali di Berlino era stato annunciato come il probabile protagonista della finale. Durante gli ultimi salti si fece battere da Steve Hooker, medaglia d'oro, e dal suo connazionale Romain Mesnil medaglia d'argento.
Il 5 marzo 2011 si è aggiudicato per la seconda volta consecutiva il titolo di campione europeo indoor, a Parigi, ottenendo la misura di 6,03 m e stabilendo il nuovo record dei campionati, oltre a migliorare il record nazionale francese. Si trattava, all'epoca, della terza prestazione indoor di sempre: meglio di lui solo Serhij Bubka e Steve Hooker. Il trionfo francese è stato completato dal secondo posto del suo connazionale Jérôme Clavier.
Il 15 febbraio 2014, a Donec'k, in Ucraina, ha ottenuto il record mondiale con la misura di 6,16 m. Il suo record è stato superato da Armand Duplantis nel febbraio 2020.

## Record nazionali

### Seniores
- Salto con l'asta: 6,16 m (i) ( Donec'k, 15 febbraio 2014)

## Palmarès
| Anno | Manifestazione  | Sede           | Evento           | Risultato | Prestazione | Note                                     |
| ---- | --------------- | -------------- | ---------------- | --------- | ----------- | ---------------------------------------- |
| 2008 | Mondiali indoor | Valencia       | Salto con l'asta | 13º (q)   | 5,55 m      |                                          |
| 2009 | Europei indoor  | Torino         | Salto con l'asta | Oro       | 5,81 m      | Miglior prestazione personale            |
| 2009 | Mondiali        | Berlino        | Salto con l'asta | Bronzo    | 5,80 m      |                                          |
| 2010 | Mondiali indoor | Doha           | Salto con l'asta | 10º (q)   | 5,45 m      |                                          |
| 2010 | Europei         | Barcellona     | Salto con l'asta | Oro       | 5,70 m      |                                          |
| 2011 | Europei indoor  | Parigi         | Salto con l'asta | Oro       | 6,03 m      | Record dei campionati                    |
| 2011 | Mondiali        | Taegu          | Salto con l'asta | Bronzo    | 5,85 m      |                                          |
| 2012 | Mondiali indoor | Istanbul       | Salto con l'asta | Oro       | 5,95 m      | Miglior prestazione mondiale stagionale  |
| 2012 | Europei         | Helsinki       | Salto con l'asta | Oro       | 5,97 m      | Miglior prestazione mondiale stagionale  |
| 2012 | Giochi olimpici | Londra         | Salto con l'asta | Oro       | 5,97 m      | Record olimpico                          |
| 2013 | Europei indoor  | Göteborg       | Salto con l'asta | Oro       | 6,01 m      | Miglior prestazione mondiale stagionale  |
| 2013 | Mondiali        | Mosca          | Salto con l'asta | Argento   | 5,89 m      |                                          |
| 2014 | Europei         | Zurigo         | Salto con l'asta | Oro       | 5,90 m      |                                          |
| 2015 | Europei indoor  | Praga          | Salto con l'asta | Oro       | 6,04 m      | Record dei campionati                    |
| 2015 | Mondiali        | Pechino        | Salto con l'asta | Bronzo    | 5,80 m      |                                          |
| 2016 | Mondiali indoor | Portland       | Salto con l'asta | Oro       | 6,02 m      | Record dei campionati                    |
| 2016 | Europei         | Amsterdam      | Salto con l'asta | Finale    | nm          |                                          |
| 2016 | Giochi olimpici | Rio de Janeiro | Salto con l'asta | Argento   | 5,98 m      |                                          |
| 2017 | Mondiali        | Londra         | Salto con l'asta | Bronzo    | 5,89 m      | Miglior prestazione personale stagionale |
| 2018 | Mondiali indoor | Birmingham     | Salto con l'asta | Oro       | 5,90 m      |                                          |
| 2018 | Europei         | Berlino        | Salto con l'asta | Bronzo    | 5,95 m      | Miglior prestazione personale stagionale |
| 2019 | Mondiali        | Doha           | Salto con l'asta | 15º (q)   | 5,60 m      |                                          |
| 2021 | Giochi olimpici | Tokyo          | Salto con l'asta | 8º        | 5,70 m      |                                          |
| 2022 | Mondiali        | Eugene         | Salto con l'asta | 5º        | 5,87 m      | Miglior prestazione personale stagionale |
| 2022 | Europei         | Monaco         | Salto con l'asta | 7º        | 5,65 m      |                                          |
| 2025 | Europei indoor  | Apeldoorn      | Salto con l'asta | 11º       | 5,60 m      |                                          |

## Altre competizioni internazionali
2010
- Argento in Coppa continentale ( Spalato), salto con l'asta - 5,90 m
- Oro al DécaNation ( Annecy), salto con l'asta - 5,80 m
- Vincitore della Diamond League nella specialità del salto con l'asta (20 punti)

2011
- Vincitore della Diamond League nella specialità del salto con l'asta (20 punti)

2012
- Vincitore della Diamond League nella specialità del salto con l'asta (24 punti)

2013
- Vincitore della Diamond League nella specialità del salto con l'asta (22 punti)

2014
- Oro in Coppa continentale ( Marrakech), salto con l'asta - 5,80 m

- Vincitore della Diamond League nella specialità del salto con l'asta (28 punti)

2015
- Vincitore della Diamond League nella specialità del salto con l'asta (21 punti)

2016
- Vincitore della Diamond League nella specialità del salto con l'asta (72 punti)

2018
- Argento in Coppa continentale ( Ostrava), salto con l'asta - 5,80 m

## Riconoscimenti
- Atleta mondiale dell'anno (2014)
- Atleta europeo dell'anno (2014)